# موپرولول
موپرولول (انگلیسی: Moprolol) یک داروی بتا بلاکر است.